# Petit Rouleau d'Isaïe

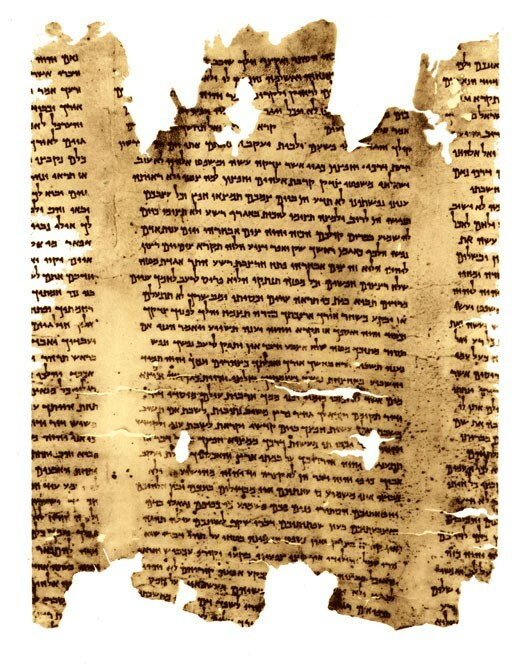
Le Petit Rouleau d'Isaïe

Le Petit Rouleau d'Isaïe (numéroté 1Q8 ou 1QIsab) est un des manuscrits de la mer Morte découvert sur le site de Qumrân. C'est un rouleau très fragmentaire en cuir du Livre d'Isaïe en hébreu. Il a été écrit vers la fin de la période hasmonéenne ou au début de la période hérodienne. Le texte est très proche du texte massorétique des manuscrits médiévaux, postérieur de plus de mille ans.
Le premier fragment du rouleau a été trouvé en 1947, par des bédouins de la tribu Ta'amireh, dans la grotte 1 de Qumrân. Eleazar Sukenik, archéologue de l'Université hébraïque de Jérusalem l'a  acheté à un antiquaire de Bethléem nommé Faidi Salahiet. Il se trouve aujourd'hui au Musée d'Israël à Jérusalem. D'autres fragments ont été découverts lors de l'exploration systématique de la grotte par les archéologues.

## Texte
- (en) Eugene Ulrich, Peter W. Flint (Éd.): Qumran Cave 1.II: The Isaiah Scrolls. Partie 1: Plates and Transcriptions. Partie 2: Introductions, Commentary, and Textual Variants (= Discoveries in the Judean Desert. Tome XXXII). Clarendon Press, Oxford, 2011.